# Villetaneuse
Villetaneuse to miejscowość i gmina we Francji, w regionie Île-de-France, w departamencie Sekwana-Saint-Denis.
Według danych na rok 1990 gminę zamieszkiwało 11 177 osób, a gęstość zaludnienia wynosiła 4839 osób/km² (wśród 1287 gmin regionu Île-de-France Villetaneuse plasuje się na 228. miejscu pod względem liczby ludności, natomiast pod względem powierzchni na miejscu 853.).
W miejscowości znajduje się jeden z kampusów Université Sorbonne Paris Nord.

Położenie Villetaneuse w ramach aglomeracji paryskiej